# إغنازيو مارينو
Ignazio Roberto Maria Marino (pronounced ‎[iɲˈɲattsjo maˈriːno]‏; born 10 March 1955) is an طليان زراعة الأعضاء who was Mayor of Rome from 2013 to 2015.
كجراح، تدرب مع توماس ستارزل، الذي كان رائدًا في زراعة الكبد عند البشر. في 1992-1993، كعضو في فريق توماس ستارزل في  جامعة بيتسبرغ في الولايات المتحدة، أجرى عمليتي زرع كبد من حيوان الرباح البابون إلى إنسان. أسس مركز ISMETT لزراعة الأعضاء في باليرمو، صقلية؛ حيث كان مارينو الرئيس التنفيذي ومدير ISMETT من سنة 1997 حتى 2002. في عام 2001 أجرى أول عملية زرع أعضاء في إيطاليا لشخص مصاب بفيروس نقص المناعة البشرية. في الولايات المتحدة، شغل منصب أستاذ الجراحة في جامعة بيتسبرغ وجامعة توماس جيفرسون في فيلادلفيا.
من عام 2009 إلى عام 2015 كان عضوًا في الحزب الديمقراطي اليساري الوسطي وشغل مقعدًا في مجلس الشيوخ الإيطالي من عام 2006 حتى انتخابه رئيسًا لبلدية روما. انتخب عمدة روما في يونيو 2013. بعد فترة وجيزة من فوزه في الانتخابات، اقتربت منه شبكة الجريمة المنظمة التي زورت العقود العامة واختلست الأموال. رفع مارينو القضية إلى النيابة، وبدأ فضيحة الفساد في روما عام 2014. في 12 أكتوبر 2015، استقال مارينو من مكتب العمدة وسط فضيحة مصاريف كان قد ارتكبها أحزاب المعارضة من حزبي حركة النجوم الخمسة وإخوة إيطاليا، ولكن في 29 أكتوبر تراجع عن الاستقالة.  ومع ذلك، في 30 أكتوبر تم عزله من منصبه بعد استقالة 26 من أعضاء مجلس المدينة البالغ عددهم 48. في 7 أكتوبر/تشرين الأول 2016، [برأت محكمة روما مارينو https://www.nytimes.com/aponline/2016/10/07/world/europe/ap-eu-italy-rome-mayor.html] من مزاعم الاختلاس والاحتيال والتزوير التي استقال لإثبات براءته منها، وحكمت المحكمة بالبراءة الكاملة وحكمت بأن أفعال مارينو «لا تشكل جريمة» وأن الوقائع المزعومة «لم تحدث»، وفقًا للمادة 530 من قانون الإجراءات الجنائية الإيطالي
حاليًا، إغنازيو مارينو هو أستاذ الجراحة ونائب الرئيس التنفيذي في كلية الطب بجامعة توماس جيفرسون وجيفرسون هيلث في فيلادلفيا.

## السيرة الذاتية

### النشأة والتعليم
وُلد مارينو في جنوة لأب صقلي وأم سويسرية وهو الابن الأكبر بين ثلاثة أطفال (لديه أختان). تخرج من جامعة كاتوليكا ديل ساكرو كور في روما في اختصاص الطب والجراحة.

### المشوار المهني الطبي
حاصل على شهادة البورد في الجراحة العامة وجراحة الأوعية الدموية، وقد أمضى 4 سنوات في التدريب في اثنين من أرقى مراكز زراعة الأعضاء في العالم: معهد زراعة الأعضاء في جامعة كامبريدج، إنجلترا (ثم قسم زراعة الكبد الوحيد في أوروبا)، بإدارة البروفيسور السير روي واي كالن. خلال الفترة التي قضاها في كامبريدج، نشر الدكتور مارينو ورقة بحثية عن متلازمة ضرر إعادة التروية أثناء زراعة الكبد (زرع الأعضاء، 1985). لا تزال الورقة مرجعًا حتى اليوم كدراسة شاملة لهذه المتلازمة السريرية المعقدة. كما يعتبر معهد زراعة الأعضاء في بيتسبرغ في جامعة بيتسبرغ، بقيادة الدكتور توماس إي ستارزل، الرائد في هذا المجال والذي أجرى في عام 1963 أول عملية زرع كبد على إنسان. في بيتسبرغ، أكمل الدكتور مارينو زمالة الجمعية الأمريكية لجراحي زراعة الأعضاء المعتمدة في زراعة الأعضاء المتعددة تحت القيادة المباشرة للدكتور ستارزل وتم تعيينه من قبله كطبيب معالج وعضو هيئة تدريس في عام 1991. كانت بيتسبرغ آنذاك أكثر مراكز زراعة الكبد نشاطًا في العالم: على سبيل المثال، في الفترة بين 1990-1991 وحدها، تم إجراء أكثر من 1000 عملية زرع كبد في معهد بيتسبرغ للزراعة.
في عام 1988، نشر مارينو عن مرض السرطان  أول ورقة بحثية على الإطلاق تُظهر أن الورم البطاني الدموي الشبيه بالظهارة الكبدية يمكن علاجه بنجاح بزرع الكبد Marino IR, Cancer, 1988 s://en.wikipedia.org/wiki/File:Epithelioid_hemangioendothelioma.jpg.
في عام 1992، تم تعيين إغنازيو مارينو مديرًا مشاركًا للمركز الوطني لزراعة الكبد التابع لوزارة شؤون المحاربين القدامى بالولايات المتحدة في بيتسبرغ، ثم قسم زراعة الكبد الوحيد في حكومة الولايات المتحدة. كان مارينو عضوًا في الفريق الجراحي الذي أجرى في يونيو 1992 ويناير 1993 عمليتي زرع كبد من حيوان الرباح البابون إلى إنسان في تجربة إكلينيكية بتنسيق من ستارزل. ..
في عام 1995، نشر مارينو ورقة توضح، لأول مرة، أن عمر وجنس المتبرع مرتبطان باختلاف بقاء المريض بعد زراعة الكبد. Marino IR, Hepatology, 1995.
في عام 1997 أسس مارينو مركز زراعة الأعضاء ISMETT (المعهد المتوسطي للزراعة والعلاجات المتخصصة المتقدمة) في باليرمو، صقلية. كان مارينو الرئيس التنفيذي ومدير ISMETT من عام 1997 حتى عام 2002، وهو أول مركز لزراعة الكبد في صقلية، تم تأسيسه من خلال شراكة بين المركز الطبي بجامعة بيتسبرغ ووزارة الصحة التابعة للحكومة الإيطالية وزارة الصحة (إيطاليا) في فئة: حكومة إيطاليا.
في عام 2001، أجرى أول عملية زرع أعضاء في إيطاليا لشخص مصاب بفيروس نقص المناعة البشرية يخضع لعلاج نشط للغاية بمضادات الفيروسات القهقرية - عملية زرع كلية تم إجراؤها استجابة لطلب شخصي من المريض نفسه (جنبًا إلى جنب مع والده المتبرع)، والتي تم رفضها من قبل مراكز زراعة الأعضاء الإيطالية الأخرى. نجحت العملية السريرية في إثارة نزاع مؤسسي في إيطاليا في ذلك الوقت. https://www.galileonet.it/lhiv-esclude-il-trapianto/
في عام 2002، انتقل مارينو إلى فيلادلفيا في جامعة توماس جيفرسون. في جامعة توماس جيفرسون، كان برنامج زراعة الكبد بحاجة إلى إعادة تنظيم عامة. تحت قيادة الدكتور مارينو، بدأت النتائج السريرية تتحسن بشكل كبير. ارتفع معدل البقاء على قيد الحياة لمرضى زراعة الكبد في جامعة توماس جيفرسون لمدة عام واحد من 78% إلى 100%، وارتفع معدل نجاة مريض زرع الكبد لمدة 30 شهرًا في جامعة توماس جيفرسون من 56% إلى 92% وفقًا لمنحنى اكتواري لتقدير كابلان-ماير.
حصل إغنازيو مارينو على العديد من الجوائز الطبية الدولية، بما في ذلك على سبيل المثال لا الحصر جائزة عام 2010 لمساهماته في مكافحة الإيدز ؛ درجة الدكتوراه الفخرية في العلوم (2015) من جامعة توماس جيفرسون؛ أستاذية Longmire في كلية ديفيد جيفن للطب في جامعة كاليفورنيا في لوس أنجلوس وجمعية Longmire للجراحة الجمعيةSocietyhttp://surgery.ucla.edu/visiting-professors.
أجرى مارينو شخصيًا أكثر من 650 عملية زرع. ألقى مارينو أكثر من 700 محاضرة علمية دولية وهو مؤلف أكثر من 500 مقال مرجعي وله العديد من الكتب العلمية. في عام 2005 نشر كتابًا مع  Einaudi (السلسلة Le Vele) بعنوان Credere e curare ("Treating and Believing")؛ يتناول الكتاب مهنة الطب وتأثير ذلك الإيمان، الذي يُنظر إليه على أنه عقيدة دينية ولكن أيضًا على أنه التعاطف والتضامن والتعاطف مع جميع البشر. في عام 2005 أسس Imagine ONLUS، وهي منظمة دولية غير ربحية تعمل في أنشطة التضامن الدولي مع إيلاء اهتمام خاص للقضايا الصحية. وهو أيضًا عضو في هيئة الإدارة في قسم زراعة الأعضاء وزرع الكبد والزرع السريري و9 مجلات علمية دولية أخرى.
إغنازيو مارينو أستاذ الجراحة في كلية الطب بجامعة توماس جيفرسون، واعتبارًا من عام 2020، أصبح نائب الرئيس التنفيذي لجامعة توماس جيفرسون وجيفرسون هيلث في فيلادلفيا. 
في عام 2020، تم تعيين مارينو عضوًا في مجلس إدارة فيلادلفيا الدولي للطب .

### العمل السياسي

#### الدخول في السياسة
بصفته صديق عزيز للسيد ماسيمو داليما، الذي بدوره أقنع مارينو بالدخول في السياسة كمرشح مستقل عن الحزب الديمقراطي اليساري في الانتخابات العامة لعام 2006، وتم انتخابه كعضو في مجلس الشيوخ.
في 6 يونيو 2006، تم انتخاب مارينو رئيسًا للجنة الصحة  في مجلس شيوخ الجمهورية (إيطاليا). من بين الإنجازات الرئيسية للسيناتور مارينو كرئيس للجنة الصحة :
- اقتراح قانون وطني والموافقة عليه لإدارة وتقليل وقت الانتظار لقائمة المرضى ووضع قواعد جديدة لممارسة الأطباء العامين / الخواص في مستشفيات نظام الرعاية الصحة الوطنية الإيطالية.
- اقتراح قانون بشأن الوصية الحية أدى إلى إطلاق نقاش وطني؛
- اجتماع دولي حول الوصية الحية من منظور إكلينيكي وأخلاقي حيوي وديني، يحضره رئيس إيطاليا؛
- تم اقتراح قانون وطني واعتماده يخصص 180 مليون يورو سنويًا لمدة 10 سنوات للمرضى المصابين (بالتهاب الكبد، وفيروس نقص المناعة البشرية) أثناء الرعاية في المستشفى؛
- اقتراح قانون وطني والموافقة عليه لتخصيص أموال مخصصة في قانون الموازنة الوطنية للباحثين الذين تقل أعمارهم عن 40 عامًا في مجال الطب الحيوي وفقًا لمعايير مراجعة الأقران من قبل لجنة دولية - وهو ابتكار مثير في نظام تخصيص أموال البحث الإيطالي.
نظرًا لخلفيته المهنية، ولصفته الجديدة، شجع العديد من الأنشطة التشريعية التي تتناول بشكل أساسي الرعاية الصحية والتعليم والبحث العلمي وأخلاقيات علم الأحياء.
بعد سقوط حكومة رومانو برودي وإجراء انتخابات مبكرة في عام 2008، تم تأكيده في مجلس الشيوخ، حيث تم تعيينه ممثلًا للحزب الديمقراطي في اللجنة الدائمة للصحة ورئيسًا للجنة التحقيق في النظام الصحي الوطني . في فترته الثانية كعضو في مجلس الشيوخ، اكتسب مارينو شهرة عامة بسبب دعمه القوي للحق في الموت الرحيم وقانون توجيه واضح للرعاية الصحية خلال الأيام الأخيرة الدرامية لـ إليوانا إنجلارو، مما تسبب في نقاش واسع النطاق وأزمة دستورية داخل إيطاليا. بعد مثل هذه الأحداث، أصبح مارينو معروفًا في السياسة الإيطالية كمدافع قوي عن دولة علمانية، وحصل على دعم صوتي من الأحزاب اليسارية والراديكاليين الإيطاليين، ولكنه تعرض أيضًا لانتقادات من قبل السياسيين المحافظين اجتماعيًا أيضًا داخل الحزب الديمقراطي، مثل باولا بينيتي. خلال فترة ولايته، شجع:
- القيام بدراسة وطنية حول ضمان الجودة ونتائج جميع مناطق الرعاية الصحية الرئيسية في إيطاليا.
- القيام بتحقيق في وفاة نزيل كانت موضع نقاش كبير ومثيرة للجدل؛ - القيام بتحقيق وطني حول الأمراض العقلية والرعاية النفسية؛
- القيام بتحقيق وطني حول الإعاقات الشديدة وعلاجها؛ - القيام بتحقيق وطني حول الفساد في نظام الرعاية الصحية الوطني؛
- القيام بتحقيق وطني حول المستشفيات المبنية أو القريبة من مناطق الزلزال.
في يونيو 2009 أعلن عن نيته الترشح لانتخابات قيادة الحزب الديمقراطي في أكتوبر. ركز برنامجه الانتخابي للقيادة في الغالب على الحقوق الاقتصادية والاجتماعية والصحة العامة وحماية البيئة. وجاء في المرتبة الثالثة في الانتخابات وحصل على 12.5% من الأصوات.

#### عمدة روما
شارك مارينو في انتخابات 2013 لمنصب عمدة روما بدعم من تحالف اليسار الوسطي. بعد التقدم في الجولة الأولى  انتخب (في 10 يونيو) عمدة روما في الاقتراع الثاني، وحصل على 63.9% من الأصوات في جولة الإعادة ضد مرشح يمين الوسط، رئيس البلدية الحالي جياني أليمانو.
من بين مشاريع مارينو كان الإغلاق الحالم والمثير للجدل لكل من Via dei Fori Imperiali وPiazza di Spagna أمام السيارات وفتح حركة مرور المشاة والدراجات فقط. استشهد العمدة مارينو بتجربته كسائق دراجات في فيلادلفيا كأساس لتعلمه العيش بدون سيارة. 
بعد فترة وجيزة من فوزه في الانتخابات، اقتربت منه شبكة الجريمة المنظمة التي زورت العقود العامة واختلست الأموال. رفع مارينو القضية إلى النيابة، وبدأ فضيحة الفساد في روما عام 2014.
إغناسيو مارينو هو العمدة الوحيد لروما الذي تمت دعوته إلى الاجتماع السنوي للمنتدى الاقتصادي العالمي (دافوس، 22-25 يناير 2014) http://www3.weforum.org/docs/AM14/WEF_AM14_PublicFigures_List.pdf
الرئيس التنفيذي لشركة Coca Cola ، مختار كينت، والمدير التنفيذي لشركة McKinsey، دومينيك بارتون، لمناقشة جمع التبرعات الخيرية لعلم الآثار في روما https://www.ansa.it/web/notizie/regioni/lazio/2014/01/22/Marino-Fondazione-Roma-fund-raising_9945768.html
في 12 أكتوبر 2015، استقال مارينو وسط اتهام بفضيحة نفقات من قبل أحزاب المعارضة من حركة النجوم الخمسة وأخوة إيطاليا (أحزاب سياسية)، لكنه تراجع عنها في 29 أكتوبر. ومع ذلك، في 30 أكتوبر تم عزله من منصبه بعد استقالة 26 من أعضاء مجلس المدينة البالغ عددهم 48. تم استبداله بمفوض عينته الحكومة.
في 7 أكتوبر 2016، Rome court acquitted Marino برأت محكمة روما مارينو من مزاعم الاختلاس والاحتيال والتزوير التي قدمتها أحزاب المعارضة في حركة النجوم الخمسة وأخوة إيطاليا (أحزاب سياسية) وبعد ذلك قام بالتنحي لإثبات براءته. قضت المحكمة بالبراءة الكاملة وقضت بأن أفعال مارينو «لا تشكل جريمة» وأن الوقائع المزعومة «لم تحدث»، وفقًا للمادة 530 من محكمة CPP الإيطالية. Court of Italy
وبعد انتخابه، وجد روما على وشك الإفلاس .
في عام 2013، كانت روما في المنطقة الحمراء بخسارة قدرها 888 مليون دولار أمريكي. علاوة على ذلك، تكبد نظام النقل العام خسارة قدرها 951 مليون دولار أمريكي.
في 28 شهرًا، قام إغنازيو مارينو بموازنة الميزانيتين.
كما أجرى نشاطًا مكثفًا لجمع التبرعات، واجتذب الموارد الوطنية والدولية، وشارك فيه فاعلي الخير الذين كانوا مهتمين بدعم نشاط روما للحفاظ على تراثها الأثري. إجمالاً، جمع خلال 28 شهرًا أكثر من 14 مليون دولار (13.167.313 يورو).
ومن بين قراراته كرئيس للبلدية:
• الترويج لخطة تنمية جديدة أدت إلى إعادة تأهيل المناطق الحضرية المهجورة وإجمالي الاستثمارات الخاصة التي تقترب من 2 مليار دولار.
• إغلاق مكب النفايات في روما، وهو الأكبر في العالم، وتعزيز السياسات الفعالة لجمع النفايات المتباين.
• افتتاح خط مترو أنفاق جديد مع 21 محطة جديدة تغطي ما مجموعه 18 كم من السكك الحديدية.
• تقليص الإنفاق الداخلي المفرط وإنشاء مركز شراء واحد.
• إشراك ضباط شرطة الضرائب لمراجعة دفاتر المدينة التي تركتها الإدارات السابقة.
• التعاون الوثيق مع المدعين العامين الذين يحققون في انتماءات المافيا؛ • المشاة لأجزاء كبيرة من وسط المدينة.
• تسجيل الزيجات المثلية، التي لا تزال غير خاضعة للتنظيم بموجب القانون الإيطالي؛
• حماية المساحات الخضراء الكبيرة من المضاربة العقارية.

#### العودة إلى الطب والجراحة
في عام 2016، عاد إغنازيو مارينو إلى الولايات المتحدة حيث يعمل أستاذًا للجراحة في جامعة توماس جيفرسون، كلية الطب، ونائب الرئيس التنفيذي لجامعة توماس جيفرسون وجيفرسون هيلث في فيلادلفيا. في جيفرسون بدأ منهجًا جديدًا لطلاب الطب: ستلتحق مجموعة مختارة من الطلاب بكلية الطب لمدة 3 سنوات في أوروبا و 3 سنوات في الولايات المتحدة، وفي النهاية، سيتمكنون من ممارسة الطب في القارتين. ]يعمل الدكتور مارينو مع الحائز على جائزة نوبل ألفين روث لتطبيق طريقة جديدة تهدف إلى زيادة زراعة الكلى. Dr. Marino is working with the Noble Laureate ألفين روث to implement a new method aimed at increasing kidney transplantation.

## وصلات خارجية
- إغنازيو مارينو على موقع IMDb (الإنجليزية)
- إغنازيو مارينو على موقع مونزينجر (الألمانية)

- الموقع الرسمي